# Cereus roseiflorus
Cereus roseiflorus Speg., es una especie de plantas en la familia Cactaceae. Actualmente es sinónimo de Cereus stenogonus.

## Hábitat
Es endémica de Argentina.

## Descripción
Es un cactus arbolado que alcanza  hasta los 5 m de altura, con 6 costillas y 3 espinas de 1 cm de largo. Es una especie rara en la vida silvestre. Tiene flores de color rosa de 20 cm de largo, seguidas de frutas elípticas de color púrpura. Se reproduce por semillas o esquejes.

## Taxonomía
Cereus roseiflorus fue descrita por Carlos Luis Spegazzini y publicado en Bradleya 6: 86 (1988)
Etimología
Cereus: nombre genérico que deriva del término latíno cereus = "cirio o vela" que alude a su forma alargada, perfectamente recta".
roseiflorus: epíteto latino que significa "con flores rosas".